# Eustiromastix nativo
Eustiromastix nativo är en spindelart som beskrevs av Santos, Romero 2004. Eustiromastix nativo ingår i släktet Eustiromastix och familjen hoppspindlar. Inga underarter finns listade i Catalogue of Life.